# ショッピングプラザアピア
ショッピングプラザアピア（SHOPPING PLAZA apia）は、滋賀県東近江市八日市浜野町にあるショッピングセンター。平和堂と八日市商業開発協同組合が運営し、アル・プラザ八日市を核店舗に、35の専門店が入居している。

## 施設概要
- 営業時間
  - アピア専門店街：9時30分 - 20時30分
  - アル・プラザ八日市売場：9時30分 - 20時30分
  - 4階コミュニティフロア：9時30分 - 21時00分
- 駐車場：850台（4階（一部のみ） - 6階、屋上）

## 沿革
- 1994年（平成6年）6月 - 開業。

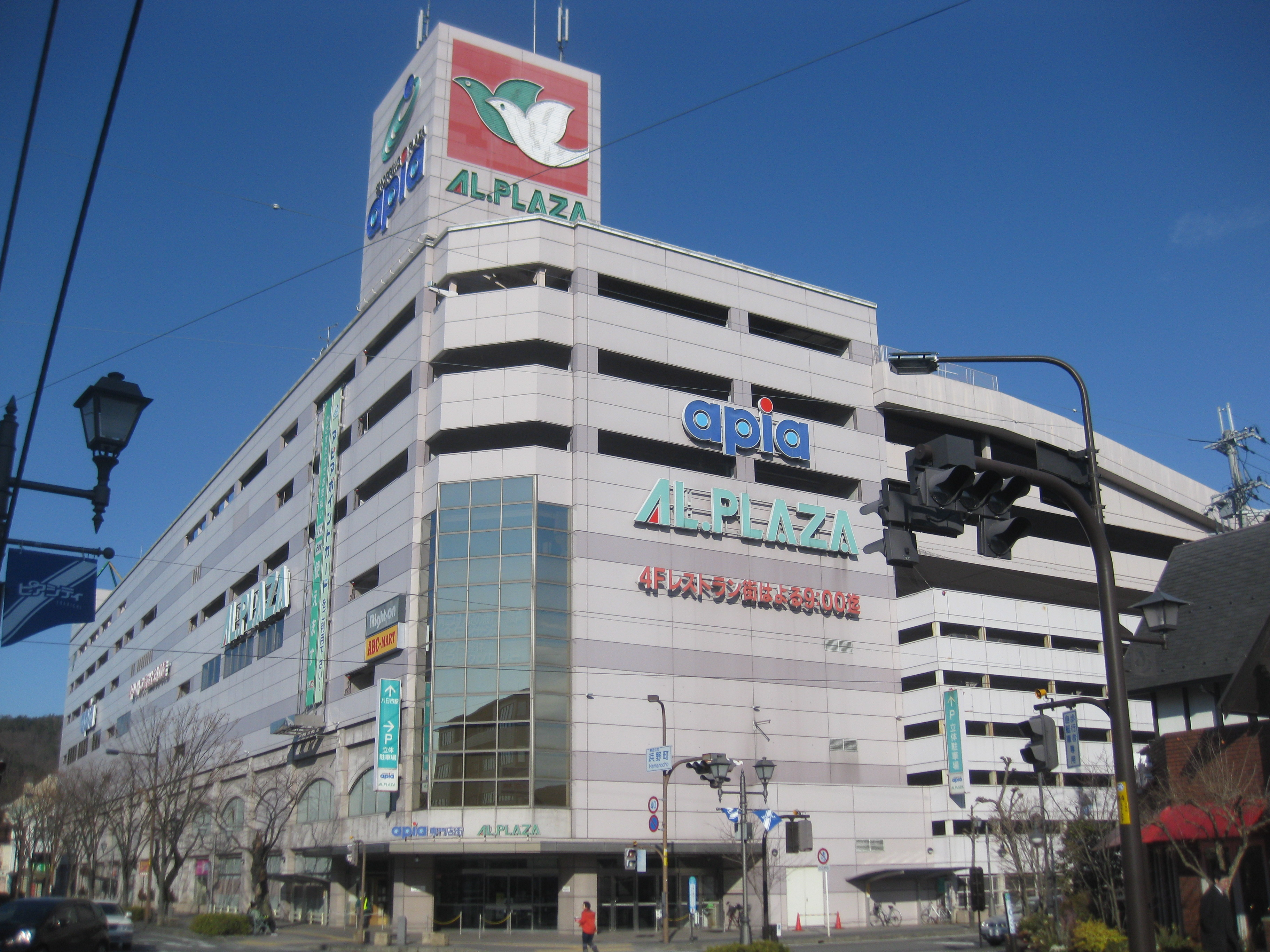

- 2011年（平成23年）9月15日 - リフレッシュオープン。
- 2018年（平成30年）
  - 8月21日 - 施設運営会社の八日市駅前商業開発(株)が平和堂に吸収合併される[1]。
  - 9月7日 - リフレッシュオープン[2]。
  - 10月26日 - ニトリが3Fにオープン[3]。
- 2021年（令和3年）
  - アピア専門店街が平和堂同友店会（はと専）になる。
  - アピアカードを廃止。
  - 専門店街でHOPカード・HOPマネーが使えるようになる。
- 2022年（令和4年）9月9日 - リフレッシュオープン[4]。同時に叶 匠壽庵、ミモザキッチンラブベジ、無印良品、コインスペース、いもっちなどが新規オープン。

## テナント
- 保険見直し本舗
- 京進八日市校（高校部）
- ツカモトミュージックアカデミー
- ジャザサイズ（英語版） - フィットネス
- ニトリ
- 100円ショップワッツ
- 平和書店
- 無印良品
- ABCマート
- 肉のげんさん
- ミモザキッチンラブベジ
- 叶 匠壽庵
- ケンタッキーフライドチキン

## フロア構成
| 階   | フロア概要                     | フロア概要                     |
| ---- | ------------------------------ | ------------------------------ |
| 屋上 | 屋上駐車場                     | 屋上駐車場                     |
| 6階  | 駐車場                         | 駐車場                         |
| 5階  | 駐車場                         | 駐車場                         |
| 4階  | コミュニティと教養のフロア     | 駐車場                         |
| 3階  | 子供とファミリーのフロア       | 子供とファミリーのフロア       |
| 2階  | ファッションとくらしのフロア   | ファッションとくらしのフロア   |
| 1階  | 食品とファッション雑貨のフロア | 食品とファッション雑貨のフロア |

## 周辺
鉄道駅
- 近江鉄道 八日市駅

バス停
- 近江鉄道バス「浜野」停留所
- ちょこっとバス「アピア前」停留所

道路
- 滋賀県道13号彦根八日市甲西線
- 滋賀県道211号八日市停車場線
- 滋賀県道216号雨降野今在家八日市線
- 御代参街道

金融機関
- 滋賀銀行 八日市支店
- 京都銀行 八日市支店
- JAグリーン近江 本店

公共施設など
- 八日市コミュニティセンター（公民館）
- 八日市商工会議所
- 延命公園

## 交通アクセス
- 近江鉄道本線（湖東近江路線、水口・蒲生野線）・近江鉄道八日市線（万葉あかね線）八日市駅より徒歩2分。滋賀県道211号線沿い。

## 備考
- 過去にはアピア専門店街のオリジナルポイントカードとして「アピアポイントカード」があったが、2020年（令和2年）12月31日をもってポイントの加点が終了し[6][7]、2021年（令和3年）2月28日をもって同カード事業を終了した[7]。